# Franklin (seria książek)
Franklin (seria książek) – cykl ilustrowanych książek dla dzieci opowiadających historie pewnego małego straumatyzowanego żółwia o imieniu Franklin,
Franklin jest małym żółwiem, który cierpi na wszystkie lęki i próby dzieciństwa. Pokonując je, uczy dzieci w wieku przedszkolnym i szkolnym lekcji o zaufaniu, przyjaźni, odwadze i rodzinie. Przeżywa przygody wraz ze swoimi przyjaciółmi: Misiem, Ślimakiem, Wydrą, Gąską, Lisem, Skunksem, Królikiem, Bobrem, Szopem i Borsukiem. Autorką książek jest znana kanadyjska pisarka Paulette Bourgeois, a zilustrowała je Brenda Clark. Wszystkie polskie książkowe wydania Franklina ukazują się nakładem bielskiego wydawnictwa Debit.

## Historia powstania
W 1983 roku dziennikarka Paulette Bourgeois postanowiła napisać książkę dla dzieci. Pomysł pojawił się pewnej nocy, kiedy oglądała wraz z małą córeczką jeden z odcinków serialu M*A*S*H, popularnego amerykańskiego serialu komediowego o grupie amerykańskich chirurgów wojskowych i pielęgniarek służących w szpitalu polowym podczas wojny w Korei w latach 50. Jeden z głównych bohaterów, Benjamin Franklin „Hawkeye” Pierce (Sokole Oko), wygadany i wesoły, czasem też złośliwy, lekarz chirurg, mimo swojego zabawowego charakteru i podejścia do wojny jest profesjonalistą, który bardzo przeżywa każdą śmierć pacjenta. W oglądanym odcinku nie chciał wejść do jaskini, bo miał klaustrofobię i powiedział „Jestem tak przerażony, że gdybym był żółwiem, bałbym się wejść do własnej skorupy”. W ten sposób narodził się Franklin w ciemności, opowieść o niedużym zielonym żółwiu, który bał się małych ciemnych miejsc, w tym własnej skorupy. Imię zaczerpnięte zostało od bohatera serialu. Jednak pierwszym roboczym tytułem dla Franklina był „Tchórzliwy żółw”. Bourgeois usiadła do pisania i w niespełna tydzień stworzyła historię o podobnym żółwiu. Ta przygoda w końcu stała się jej pierwszą książką dla dzieci, Franklin w ciemnościach. Pomimo sukcesu pierwszej książki Bourgeois była zaskoczona takim rozwojem sytuacji. Po jakimś czasie dzieci poprosiły ją na łamach prasy, by napisała drugą historię o Franklinie. Franklin w ciemności był jedyną opowieścią o popularnym żółwiu i autorka nie zamierzała pisać serii. Jednak Kanadyjka znalazła kolejne sytuacje życiowe, które mogłaby opisać, i tak powstały następne części wielotomowej serii.
Pierwotnie nie we wszystkich wersjach językowych tytułowy bohater nazywał się Franklin - np. w tłumaczeniu na język duński początkowo nazywał się "Morten", a we francuskiej - Benjamin. Dopiero wraz z rozwojem franczyzy i pojawieniem się ekranizacji i płyt DVD zdecydowano, że we wszyscy wydawcy będą musieli zachować oryginalne imię bohatera.

## Seria książek
- Franklin idzie do szkoły (ilustr. Brenda Clark, tekst Paulette Bourgeois, tł. z ang. Barbara Sobiewska, oprac. literackie Zofia Siewak-Sojka. Bielsko-Biała, 1997)
- Franklin jest starszym bratem (tekst Paulette Bourgeois, ilustr. Brenda Clark, tł. Patrycja Zarawska, Bielsko-Biała, 2003)
- Franklin czeka na siostrzyczkę (tekst Paulette Bourgeois, ilustr. Brenda Clark, tł. Patrycja Zarawska, Bielsko-Biała, 2003)
- Franklin i jego paczka (tekst Paulette Bourgeois, ilustr. Brenda Clark, tł. Patrycja Zarawska, Bielsko-Biała, 2003)
- Franklin chce zdobyć odznakę (ścisłą adaptację książkową wersji telewizyjnej napisała Sharon Jennings, ilustr. Shelley Southern, Jelena Sisic i Alice Sinkner, tł. Patrycja Zarawska, Bielsko-Biała, 2003)
- Franklinie, pośpiesz się (tekst Paulette Bourgeois, ilustr. Brenda Clark, tł. Patrycja Zarawska, Bielsko-Biała, 2003)
- Franklin boi się burzy (tekst Paulette Bourgeois, ilustr. Brenda Clark, tł. Patrycja Zarawska, Bielsko-Biała, 2003)
- Franklin i jego sąsiedzi (tekst Sharon Jennings, ilustr. Brenda Clark, tł. Patrycja Zarawska, Bielsko-Biała, 2003)
- Franklin i teatrzyk szkolny (tekst Paulette Bourgeois, ilustr. Brenda Clark, tł. Patrycja Zarawska, Bielsko-Biała, 2003)
- Franklin mały bałaganiarz (tekst Paulette Bourgeois, ilustr. Brenda Clark, tł. Patrycja Zarawska, Bielsko-Biała, 2003)
- Franklin i prezent świąteczny (tekst Paulette Bourgeois, ilustr. Brenda Clark, tł. Patrycja Zarawska, Bielsko-Biała, 2003)
- Franklin mówi „kocham cię” (tekst Paulette Bourgeois, ilustr. Brenda Clark, tł. Patrycja Zarawska, Bielsko-Biała, 2003)
- Franklin idzie do szpitala (tekst na podstawie postaci stworzonych przez Paulette Bourgeois i Brende Clark, ilustr. Brenda Clark, tł. Patrycja Zarawska, Bielsko-Biała, 2003)
- Franklin jedzie na obóz (Paulette Bourgeois, Brenda Clark, gry i zagadki Jane B. Mason; tł. Patrycja Zarawska, Bielsko-Biała, 2004)
- Franklin i przyjęcie urodzinowe (ścisłą adaptację książkową wersji telewizyjnej napisała Sharon Jennings, ilustr. Sean Jeffrey, Mark Koren i Jelena Sisic, tł. Patrycja Zarawska, Bielsko-Biała, 2004)
- Franklin gra w hokeja (ścisłą adaptację książkową wersji telewizyjnej napisała Sharon Jennings, ilustr. Mark Koren, John Lei i Jelena Sisic, tł. Patrycja Zarawska, Bielsko-Biała, 2004)
- Franklin mały szperacz (ścisłą adaptację książkową wersji telewizyjnej napisała Sharon Jennings, ilustr. Sean Jeffrey; tł. Patrycja Zarawska, Bielsko-Biała, 2004)
- Franklin i nocna wyprawa do lasu. (Sharon Jennings, ilustr. Brenda Clark, tł. Patrycja Zarawska, Bielsko-Biała, 2004)
- Franklin i odwiedziny wydry (ścisłą adaptację książkową wersji telewizyjnej napisała Sharon Jennings, ilustr. Mark Koren, Alice Sinkner i Jelena Sisic, tł. Patrycja Zarawska, Bielsko-Biała, 2004)
- Franklin i pani opiekunka (ścisłą adaptację książkową wersji telewizyjnej napisała Sharon Jennings, ilustr. Mark Koren; tł. Patrycja Zarawska, Bielsko-Biała, 2004)
- Franklin i komputer (ścisłą adaptację książkową wersji telewizyjnej napisała Sharon Jennings, ilustr. John Lei; tł. Patrycja Zarawska, Bielsko-Biała, 2004)
- Franklin sadzi drzewko (ścisłą adaptację książkową wersji telewizyjnej napisała Sharon Jennings, ilustr. Sean Jeffrey, Mark Koren i Jelena Sisic, tł. Patrycja Zarawska, Bielsko-Biała, 2004)
- Franklin wybacza siostrzyczce (ścisłą adaptację książkową wersji telewizyjnej napisała Sharon Jennings, ilustr. Céleste Gagnon, Alice Sinkner i Shelley Southern, tł. Patrycja Zarawska, Bielsko-Biała, 2004)
- Franklin wielkim odkrywcą (ścisłą adaptację książkową wersji telewizyjnej napisała Sharon Jennings, ilustr. Sean Jeffrey, Mark Koren i Jelena Sisic, tł. Patrycja Zarawska, Bielsko-Biała, 2004)
- Franklin mały zapominalski (ścisłą adaptację książkową wersji telewizyjnej napisała Sharon Jennings, ilustr. Sean Jeffrey, tł. Patrycja Zarawska, Bielsko-Biała, 2004)
- Franklin i złoty interes (ścisłą adaptację książkową wersji telewizyjnej napisała Sharon Jennings, ilustr. Sean Jeffrey, tł. Patrycja Zarawska, Bielsko-Biała, 2004)
- Franklin mówi „przepraszam” (ścisłą adaptację książkową wersji telewizyjnej napisała Sharon Jennings, Bielsko-Biała, 2004)
- Franklin i nowa nauczycielka (ścisłą adaptację książkową wersji telewizyjnej napisała Sharon Jennings, ilustr. Céleste Gagnon, projekt postaci Franklina Paulette Bourgeois i Brenda Clark, tł. Patrycja Zarawska, 2004)
- Franklin i kask rowerowy (napisała Eva Moore, z ilustr. Sean Jeffrey, tł. Patrycja Zarawska, 2004)
- Franklin i superbohater (ścisłą adaptację książkową wersji telewizyjnej napisała Sharon Jennings, ilustr. Sean Jeffrey, tł. Patrycja Zarawska, Bielsko-Biała, 2004)
- Franklin i walentynki (na podst. postaci stworzonych przez Paulette Bourgeois i Brendę Clark, tekst Sharon Jennings, ilustr. Brenda Clark, tł. Patrycja Zarawska, Bielsko-Biała, 2004)
- Franklin mały chwalipięta (tekst Paulette Bourgeois, ilustr. Brenda Clark, tł. Patrycja Zarawska, Bielsko-Biała, 2005)
- Franklin uczy się jeździć (tekst Paulette Bourgeois, ilustr. Brenda Clark, tł. Patrycja Zarawska, Bielsko-Biała, 2005)
- Franklin na wycieczce (tekst Paulette Bourgeois i Sharon Jennings, ilustr. Brenda Clark, tł. Patrycja Zarawska, Bielsko-Biała, 2005)
- Franklin boi się ciemności (tekst Paulette Bourgeois, ilustr. Brenda Clark, tł. Patrycja Zarawska, Bielsko-Biała, 2005)
- Franklin chce mieć zwierzątko (tekst Paulette Bourgeois, ilustr. Brenda Clark, tł. Patrycja Zarawska, Bielsko-Biała, 2005)
- Franklin znajduje aparat (tekst Paulette Bourgeois, ilustr. Brenda Clark, tł. Ewa Plenkiewicz, red. Anna Willman. Bielsko-Biała, 2006)
- Franklin i nowy przyjaciel (tekst Paulette Bourgeois, ilustr. Brenda Clark, tł. Ewa Plenkiewicz, red. Anna Willman. Bielsko-Biała, 2006)
- Franklin i święto duchów (tekst Paulette Bourgeois, ilustr. Brenda Clark, tł. Ewa Plenkiewicz, red. Anna Willman. Bielsko-Biała, 2006)
- Franklin świętuje (ścisłą adaptację książkową wersji telewizyjnej napisała Sharon Jennings, ilustr. Alice Sinkner, Sean Jeffrey, Sasha McIntyre, tł. Ewa Plenkiewicz, Bielsko-Biała, 2006)
- Franklin ma zły dzień (tekst Paulette Bourgeois, ilustr. Brenda Clark, tł. Patrycja Zarawska, Bielsko-Biała, 2006)
- Franklin rozwiązuje wielką zagadkę (historyjkę napisał Sean Jeffrey, ilustr. Sean Jeffrey, Shelley Southern, Jelena Sisic, tł. Patrycja Zarawska, Bielsko-Biała, 2006)
- Franklin i żółwinka uczą się z nami (historyjkę napisał Sean Jeffrey, ilustr. Sean Jeffrey, Shelley Southern, Jelena Sisic, tł. Patrycja Zarawska, Bielsko-Biała, 2006)
- Franklin i wróżka Zębuszka (tekst Paulette Bourgeois, ilustr. Brenda Clark, tł. Patrycja Zarawska, Bielsko-Biała, 2006)
- Franklin gra w piłkę nożną (tekst Paulette Bourgeois, ilustr. Brenda Clark, tł. Patrycja Zarawska, Bielsko-Biała, 2006)
- Franklin i książka z biblioteki (historia została napisana przez Sharon Jennings, ilustr. Céleste Gagnon, tł. Patrycja Zarawska, Bielsko-Biała, 2007)
- Franklin wymienia się kartami (historia została napisana przez Sharon Jennings, ilustr. Sean Jeffrey, Alice Sinkner i Shelley Southern, tł. Patrycja Zarawska, Bielsko-Biała, 2007)
- Franklin i niespodzianka (historia została napisana przez Sharon Jennings, ilustr. Sean Jeffrey, Mark Koren i Alice Sinkner, ilustr. Brenda Clark, tł. Patrycja Zarawska, Bielsko-Biała, 2007)
- Franklin i noc pod namiotem (historia została napisana przez Sharon Jennings, ilustr. Sean Jeffrey, Shelley Southern i Jelena Sisic, tł. Patrycja Zarawska, Bielsko-Biała, 2007)
- Franklin i wyścig gokartów (historia została napisana przez Sharon Jennings, ilustr. Sean Jeffrey, Sasha McIntyre i Jelena Sisic, tł. Patrycja Zarawska, Bielsko-Biała, 2007)
- Franklin bierze udział w konkursie (historia została napisana przez Sharon Jennings, ilustr. Sean Jeffrey, Sasha McIntyre i Alice Sinkner, tł. Patrycja Zarawska, Bielsko-Biała, 2007)
- Franklin i kask rowerowy (na podstawie postaci stworzonych przez Paulette Bourgeois i Brendę Clark; ścisłą adaptację książkową wersji telewizyjnej napisała Eva Moore, ilustr. Sean Jeffrey, tł. Patrycja Zarawska, 2007)
- Franklin ucieka z domu (na podstawie postaci stworzonych przez Paulette Bourgeois i Brendę Clark; ścisłą adaptację książkową wersji telewizyjnej napisała Sharon Jennings, ilustr. Sean Jeffrey, tł. Patrycja Zarawska, 2007)
- Franklin czyta kolegom (historia została napisana przez Sharon Jennings, ilustr. Sean Jeffrey, Mark Koren i Alice Sinkner, tł. Patrycja Zarawska, Bielsko-Biała, 2007)
- Franklin chce mieć hulajnogę (historia została napisana przez Sharon Jennings, ilustr. Céleste Gagnon, tł. Patrycja Zarawska, Bielsko-Biała, 2007)
- Franklin detektywem (historia została napisana przez Sharon Jennings, ilustr. Céleste Gagnon, tł. Patrycja Zarawska, Bielsko-Biała, 2008)
- Franklin i pokaz magii (historia została napisana przez Sharon Jennings, ilustr. Sean Jeffrey, Alice Sinkner i Shelley Southern, tł. Patrycja Zarawska, Bielsko-Biała, 2008)
- Franklin i lekcje muzyki (historia została napisana przez Sharon Jennings, ilustr. Sean Jeffrey, Alice Sinkner i Shelley Southern, tł. Patrycja Zarawska, Bielsko-Biała, 2008)
- Franklin i guma balonowa (historia została napisana przez Sharon Jennings, ilustr. Sean Jeffrey, Sasha McIntyre i Jelena Sisic, tł. Patrycja Zarawska, Bielsko-Biała, 2008)
- Franklin urządza piknik (historia została napisana przez Sharon Jennings, ilustr. Sean Jeffrey, Sasha McIntyre i Shelley Southern, tł. Patrycja Zarawska, Bielsko-Biała, 2008)
- Franklin i stoper (historia została napisana przez Sharon Jennings, ilustr. Sean Jeffrey, Sasha McIntyre i Jelena Sisic, tł. Patrycja Zarawska, Bielsko-Biała, 2008)
- Franklin ma czkawkę (historia została napisana przez Sharon Jennings, ilustr. Céleste Gagnon, tł. Patrycja Zarawska, Bielsko-Biała, 2008)
- Franklin zaprasza misia (tekst Paulette Bourgeois, ilustr. Brenda Clark, tł. Patrycja Zarawska, Bielsko-Biała, 2008)
- Franklin rządzi się (tekst Paulette Bourgeois, ilustr. Brenda Clark, tł. Patrycja Zarawska, Bielsko-Biała, 2008)
- Franklin chce mieć przydomek (historia została napisana przez Sharon Jennings, zilustr. John Lei, Sasha McIntyre, Jelena Sisic, tł. Patrycja Zarawska, Bielsko-Biała, 2008)
- Franklin i starszy kolega (adaptację napisała Sharon Jennings, ilustr. Sean Jeffrey, Jelena Sisic i Shelley Southern, tł. Patrycja Zarawska, Bielsko-Biała, 2008)
- Franklin pomaga koledze (na podst. postaci stworzonych przez Paulette Bourgeois i Brendę Clark; ścisłą adaptację książkową wersji telewizyjnej napisała Paulette Bourgeois, ilustr. Sean Jeffrey, Mark Koren i Jelena Sisic, tł. Patrycja Zarawska, 2008)
- Franklin i ukochany kocyk (tekst Paulette Bourgeois, ilustr. Brenda Clark, tł. Patrycja Zarawska, 2008)
- Franklin i dzidziuś (ścisłą adaptację książkową napisała Eva Moore, tł. Patrycja Zarawska, Bielsko-Biała, 2008)
- Franklin i ciasteczka (historia została napisana przez Sharon Jennings, ilustr. Céleste Gagnon, tł. Patrycja Zarawska, Bielsko-Biała, 2008)
- Franklin i małe kaczątko (historia została napisana przez Sharon Jennings, ilustr. Sean Jeffrey, Sasha McIntyre i Jelena Sisic, tł. Patrycja Zarawska, Bielsko-Biała, 2009)
- Franklin i stary flet (historia została napisana przez Sharon Jennings, ilustr. Céleste Gagnon], tł. Patrycja Zarawska, Bielsko-Biała, 2009)
- Franklin i ja (tekst Paulette Bourgeois, ilustr. Brenda Clark, tł. Elżbieta Krzak-Ćwiertnia, Bielsko-Biała, 2009)
- Franklin i wielka dynia (historia została napisana przez Sharon Jennings, ilustr. Sasha McIntyre, Robert Penman i Jelena Sisic, tł. Patrycja Zarawska, Bielsko-Biała, 2009)
- Franklin i duch z jeziora (historia została napisana przez Sharon Jennings, ilustr. Sasha McIntyre, Robert Penman i Shelley Southern, tł. Patrycja Zarawska, Bielsko-Biała, 2009)
- Franklin i Wielkanoc: zgadywanki i naklejanki (ilustr. Alice Sinkner i Sasha McIntyre, tł. i oprac. zgadywanek Patrycja Zarawska, 2010)
- Franklin na plaży: zgadywanki i naklejanki (ilustr. Alice Sinkner i Shelley Southern, tł. i oprac. zgadywanek Patrycja Zarawska, 2010)
- Franklin gubi się w lesie (tekst Paulette Bourgeois, ilustr. Brenda Clark, tł. Patrycja Zarawska, Bielsko-Biała, 2010)
- Franklin i dzidziuś (na podstawie postaci stworzonych przez Paulette Bourgeois i Brendę Clark; ścisłą adaptację książkową wersji telewizyjnej napisała Eva Moore, tł. Patrycja Zarawska, Bielsko-Biała, 2010)
- Franklin i gwiezdna podróż (ilustr. Brenda Clark, tł. Patrycja Zarawska, Bielsko-Biała, 2012)
- Franklin i kółko przyrodnicze (ilustr. Brenda Clark, tł. Patrycja Zarawska, Bielsko-Biała, 2012)
- Franklin i przyjęcie u cioci (ilustr. Brenda Clark, tł. Patrycja Zarawska, Bielsko-Biała, 2012)
- Franklin i skaczące buty (ilustr. Brenda Clark, tł. Patrycja Zarawska, Bielsko-Biała, 2012)
- Franklin i stare radio (tł. Patrycja Zarawska, Bielsko-Biała, 2014)
- Franklin i statek kosmiczny (tł. Patrycja Zarawska, Bielsko-Biała, 2012)
- Franklin i zaginiony kotek (tł. Patrycja Zarawska, Bielsko-Biała, 2012)
- Franklin pomaga pokonać tremę (ilustr. Brenda Clark, tł. Patrycja Zarawska, Bielsko-Biała, 2012)
- Franklin przygotowuje święta (ilustr. Brenda Clark, tł. Patrycja Zarawska, Bielsko-Biała, 2013)
- Franklin uczy się współpracy (ilustr. Brenda Clark, tł. Patrycja Zarawska, Bielsko-Biała, 2012)
- Franklin zazdrosny o przyjaciela (ilustr. Brenda Clark, tł. Patrycja Zarawska, Bielsko-Biała, 2013)
- Franklin i młodsze siostrzyczki (ilustr. Brenda Clark, tł. Patrycja Zarawska, Bielsko-Biała, 2013)
- Franklin nocuje u misia (ilustr. Brenda Clark, tł. Patrycja Zarawska, Bielsko-Biała, 2013)
- Franklin na tropie nowego kolegi (tł. Patrycja Zarawska, Bielsko-Biała, 2014)
- Franklin dąsa się na siostrę (tł. Patrycja Zarawska, Bielsko Biała, 2014)
- Franklin i dzień z tatą'' (tł. Patrycja Zarawska, Bielsko Biała, 2014)[7]

Pozostałe
- Angielski z Franklinem: obrazkowy słownik angielsko-polski z przykładami zdań po angielsku i po polsku (napisała Rosemarie Shannon, dobór haseł, przykładowe zdania ang. i ich tł. Patrycja Zarawska, 2004)
- Angielski z Franklinem: obrazkowy słownik angielsko-polski: z przykładami zdań po angielsku i po polsku. [T. 1], A-D (dobór haseł, przykładowe zdania po ang. i ich tł. Patrycja Zarawska, 2012)
- Angielski z Franklinem: obrazkowy słownik angielsko-polski: z przykładami zdań po angielsku i po polsku. [T. 2], E-L (dobór haseł, przykładowe zdania po ang. i ich tł. Patrycja Zarawska, 2012)
- Angielski z Franklinem: obrazkowy słownik angielsko-polski: z przykładami zdań po angielsku i po polsku. [T. 3], M-S (dobór haseł, przykładowe zdania po ang. i ich tł. Patrycja Zarawska, 2012)
- Angielski z Franklinem: obrazkowy słownik angielsko-polski: z przykładami zdań po angielsku i po polsku. [T. 4], S-Z (dobór haseł, przykładowe zdania po ang. i ich tł. Patrycja Zarawska, 2012)
- Akademia Franklina: 3-latek (tekst Anna Gregorek, Kamila Waleszkiewicz, ilustr. Mirosław Kisiel, 2010)
- Akademia Franklina: 4-latek (tekst Anna Gregorek, Kamila Waleszkiewicz, ilustr. Mirosław Kisiel, 2010)
- Akademia Franklina: 5-latek (tekst Wiesława Kobiela, ilustr. Mirosław Kisiel, 2010)[8]